# Masteria
Masteria és un gènere d'aranyes migalomorfas de la família dels diplúrids (Dipluridae). Habita en la zona tropical d'Amèrica Central i Amèrica del Sud, Àsia i Micronèsia, amb una espècie trobada a Austràlia. Anteriorment era coneguda com al gènere Accola.

## Taxonomia
Segons el World Spider Catalog (versió 19.0) del 12 de juliol de 2018, hi ha les següents espècies reconegudes:
- Masteria aguaruna Passanha & Brescovit, 2018 — Perú
- Masteria aimeae (Alayón, 1995) — Cuba
- Masteria amarumayu Passanha & Brescovit, 2018 — Brasil
- Masteria barona (Chickering, 1966) — Trinitat
- Masteria caeca (Simon, 1892) — Filipines
- Masteria cavicola (Simon, 1892) — Filipines
- Masteria colombiensis Raven, 1981 — Colòmbia
- Masteria downeyi (Chickering, 1966) — Costa Rica, Panamà
- Masteria franzi Raven, 1991 — Nova Caledònia
- Masteria galipote Passanha & Brescovit, 2018 — República Dominicana
- Masteria golovatchi Alayón, 1995 — Cuba
- Masteria hirsuta L. Koch, 1873 — Fiji, Micronèsia
- Masteria kaltenbachi Raven, 1991 — Nova Caledònia
- Masteria lewisi (Chickering, 1964) — Jamaica
- Masteria lucifuga (Simon, 1889) — Veneçuela
- Masteria macgregori (Rainbow, 1898) — Nova Guinea
- Masteria modesta (Simon, 1891) — St. Vincent
- Masteria mutum Passanha & Brescovit, 2018 — Brasil
- Masteria pallida (Kulczyn'ski, 1908) — Nova Guinea
- Masteria pecki Gertsch, 1982 — Jamaica
- Masteria petrunkevitchi (Chickering, 1964) — Puerto Rico
- Masteria sabrinae Passanha & Brescovit, 2018 — Martinica
- Masteria simla (Chickering, 1966) — Trinitat
- Masteria soucouyant Passanha & Brescovit, 2018 — Trinidad i Tobago
- Masteria spinosa (Petrunkevitch, 1925) — Panamà
- Masteria tayrona Passanha & Brescovit, 2018 — Colombia
- Masteria toddae Raven, 1979 — Queensland
- Masteria yacambu Passanha & Brescovit, 2018 — Brasil